# Sandra Elkasevićová
Sandra Elkasevićová (rozená Perkovićová, * 21. června 1990 Záhřeb, Jugoslávie) je chorvatská atletka–diskařka, dvojnásobná olympijská vítězka a mistryně světa, sedminásobná mistryně Evropy.

## Sportovní kariéra
Je členkou atletického klubu Dinamo-Zrinjevac v Záhřebu a držitelkou držitelkou chorvatského seniorského rekordu. 28. července 2010 zvítězila na Mistrovství Evropy v Barceloně, když posledním hodem, jako nejmladší finalistka, hodila 64,67 metru. Je několikanásobnou mistryní Chorvatska ve hodu diskem a vrhu koulí.
V letech 2012 až 2014 se stala postupně olympijskou vítězkou, mistryní světa a opět mistryní Evropy v hodu diskem. Po stříbrném stupínku v soutěži diskařek na světovém šampionátu v Pekingu v roce 2015 následovalo opět vítězství na olympiádě v Rio de Janeiro v roce 2016 a na světovém šampionátu v Londýně o rok později.
V srpnu 2018 obhájila titul mistryně Evropy v hodu diskem. V roce 2022 se rovněž stala mistryní Evropy v hodu diskem výkonem 67,95 metru.